# Salisbury (Connecticut)
Salisbury – miasto w Stanach Zjednoczonych, w stanie Connecticut, w hrabstwie Litchfield.